# معتمدية ماطر
معتمدية ماطر إحدى معتمديات الجمهورية التونسية، تابعة لولاية بنزرت.
في عام 2004 كان عدد سكانها 562 47 نسمة منهم 23826 رجلاً و 23736 امرأة موزعين على 10655 أسرة و 922 10 وحدة سكنية.